# Miloš Šatara
Miloš Šatara (in serbo Милош Шатара?; Bosanska Gradiška, 28 ottobre 1995) è un calciatore bosniaco, difensore dell'Achmat Groznyj.

## Carriera

### Club
Ha giocato nella massima serie serba ed in quella bielorussa.

### Nazionale
Ha giocato nelle nazionali giovanili bosniache Under-16, Under-18 ed Under-21.

## Palmarès

### Club

#### Competizioni nazionali
- Campionato bielorusso: 1

Šachcër Salihorsk: 2022
- Supercoppa di Bielorussia: 1

Šachcër Salihorsk: 2021